# Thomas Oberender

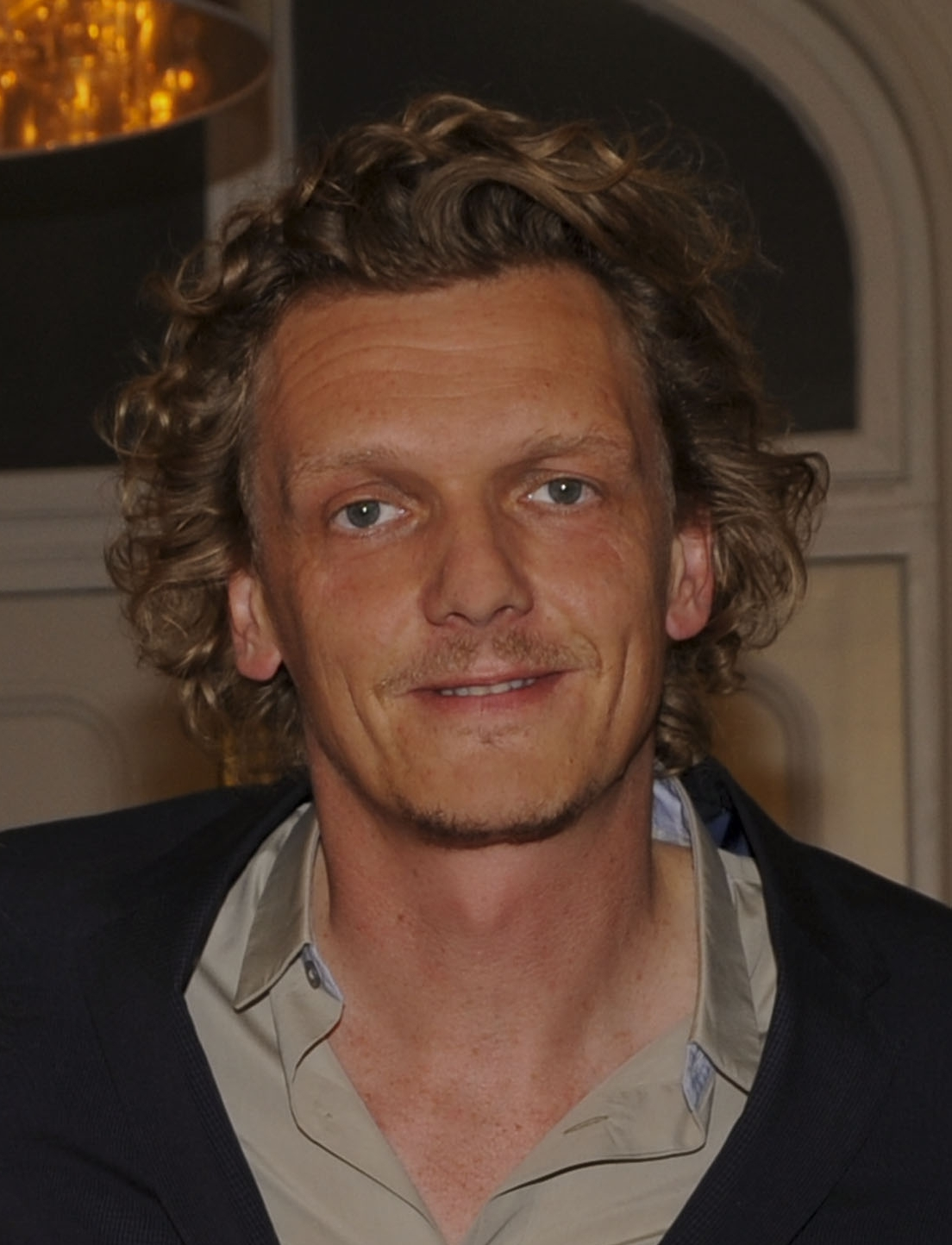
Thomas Oberender, 2010

Thomas Oberender (* 11. Mai 1966 in Jena) ist ein deutscher Autor und Dramaturg.

## Werdegang

### Ausbildung
Thomas Oberender ist Sohn einer Psychoanalytikerin und eines Tierarztes. Er studierte nach seiner Berufsausbildung und seinem Abitur (1985) in Weimar sowie seinem Dienst in der Nationalen Volksarmee an der Humboldt-Universität zu Berlin Theaterwissenschaften und parallel an der Universität der Künste Berlin Szenisches Schreiben. An der Humboldt-Universität promovierte er 1999 mit einer Arbeit über Botho Strauß.

### Salzburger Festspiele (2007–2011)
Von 2007 bis 2011 leitete Oberender das Schauspielprogramm der Salzburger Festspiele. Er öffnete das Schloss Leopoldskron wieder für Festspielproduktionen und war unter anderem verantwortlich für die Programmreihen Dichter zu Gast, Blicke ins innere Österreich sowie Young Directors Project. Im Zuge seiner Beschäftigung kam es zu Auseinandersetzungen mit dem dortigen Intendanten Jürgen Flimm. Oberender bezeichnete Flimm als Despot, Flimm nannte die Vorwürfe haltlose Diffamierungen.

### Berliner Festspiele (2012–2020)
Von 2012 bis 2020 war Oberender Intendant der Berliner Festspiele. In dieser Funktion leitete er seit 2016 die von ihm gegründete Programmreihe Immersion. Oberender regte die Entstehung der interdisziplinären Formate Schule der Distanz (2016), Limits of Knowing (2017) und Into Worlds – Das Handwerk der Entgrenzung (2018) an. Die von ihm in Kooperation mit dem Planetarium Hamburg konzipierte Reihe The New Infinity öffnete seit 2018 Planetarien für Künstler des digitalen Zeitalters. 2018 konzipierte Oberender mit Tino Seghal die Ausstellung Welt ohne Außen. Immersive Räume seit den 60er Jahren. Ebenfalls 2018 berief er, zusammen mit Kulturstaatsministerin Monika Grütters, Stephanie Rosenthal zur neuen Direktorin des Martin Gropius Baus in Berlin. 2019 konzipierte Oberender gemeinsam mit weiteren Kuratoren den Palast der Republik im Gropius-Bau als einen „Palast der Gegenerzählungen“ anlässlich des dreißigsten Jubiläums der Maueröffnung. Oberender arbeitete im Rahmen seiner Tätigkeit für die Berliner Festspiele mit Künstlern wie Ed Atkins, Vegard Vinge/Ida Müller, Jonathan Meese, Ilya Khrzhanovsky und Philippe Parreno zusammen.
Während einer Aufführung des Theaterstückes 89/90 durch das Schauspiel Leipzig sorgte Oberender 2017 offenbar kurzfristig für die Streichung des Wortes „Neger“, das ein Neonazi sowohl in Peter Richters Romanvorlage wie auch in der Bühnenfassung benutzt und von der Hauptfigur kritisiert wird. Ein Schauspieler sagte statt des Wortes „beep“ (Anspielung auf Bleeping). Regisseur Roger Vontobel sprach daraufhin von Zensur.
Von Dezember 2021 bis Mai 2022 berichteten verschiedenen Medien über von Mitarbeitern der Berliner Festspiele geäußerte Kritik am Führungsverhalten Oberenders sowie von Arbeitsüberlastung der Mitarbeiter. Oberender bestritt die Vorwürfe; über den Betriebsrat hätten ihn nie Beschwerden über seinen Führungsstil erreicht, zudem wäre er bei Überlastungen nicht untätig gewesen.

### Weitere Tätigkeiten
Nach dem Abschluss seines Studiums arbeitete Oberender zunächst freiberuflich als Dramatiker, Kritiker, Essayist und Publizist. Als Mitbegründer der Autorentheatervereinigung Theater neuen Typs (TNT) präsentierte er gemeinsam mit anderen ab 1997 neue Theatertexte deutschsprachiger Autoren in Berlin. Ferner übernahm Oberender Lehraufträge, unter anderem an der Universität der Künste Berlin, der Ruhr-Universität Bochum und am Goethe-Institut Krakau. Ab 2000 wirkte er als Leitender Dramaturg am Schauspielhaus Bochum. Für die Ruhrtriennale entwickelte er das Literaturfestival „Wiedererrichtung des Himmels“, gefolgt von dem Literaturfestival Schule der Romantik (2005). Er übernahm die Co-Direktion am Schauspielhaus Zürich für die Spielzeit 2005/06. Für die Kulturhauptstadt Ruhr 2010 entwickelte er die „Odysseeprojekt“-Reihe „Die Erfindung der Freiheit“. 2019 war er zusammen mit Isabel Pfeifer Poensgen für die Gestaltung der Strukturentwicklungsinitiative „Ruhrkonferenz 2019“ im Bereich „Künstler-Metropole Ruhr“ zuständig. 2013 wurde Oberender zum Jurymitglied des Internationalen Ibsen-Preises in Oslo berufen.

## Privates
Seit 1997 ist Thomas Oberender mit Bettina Oberender verheiratet. Sie haben einen Sohn. Thomas Oberender lebt in Berlin.

## Veröffentlichungen (Auswahl)
- Steinwald’s (Theaterstück, Verlag der Autoren 1995)
- Übersetzung: Tim Etchells Quizoola! (Rowohlt Verlag, 1998)
- Der Gebärdensammler (Texte über das Theater von Botho Strauß, 1999)
- Nachtschwärmer (Theaterstück, Verlag der Autoren 2000)
- Gott gegen Geld (Hrsg., Alexander Verlag, 2002)
- Krieg der Propheten (Hrsg., Alexander Verlag, 2004)
- 100 Fragen an Heiner Müller. Eine Séance (mit Moritz von Uslar, Verlag der Autoren, 2005)
- Das Treffen / the other side (mit Sebastian Orlac, Verlag der Autoren 2005)
- Unüberwindliche Nähe. Texte über Botho Strauß (Hrsg., Theater der Zeit, 2005)
- Kriegstheater. Zur Zukunft des Politischen III (Hrsg., Alexander Verlag, 2005)
- Übersetzung: David Greig Timeless (Rowohlt Theaterverlag, 2006)
- Leben auf Probe. Wie die Bühne zur Welt wird (Hanser Verlag, 2009)
- Fräulein Unbekannt. Gespräche über Theater, Kunst und Lebenszeit. Müry Salzmann, Salzburg 2011, ISBN 978-3-99014-036-9.
- Nebeneingang oder Haupteingang? – Gespräche mit Peter Handke über 50 Jahre Schreiben fürs Theater (Suhrkamp Verlag, 2014)
- Limits of Knowing, Katalog (Hrsg. mit Joanna Petkiewicz, Kerber Verlag, 2017)
- Gropiusbau 2018, Katalog Philippe Parreno (Hg. mit Angela Rosenberg, Verlag der Buchhandlung Walther König, 2018)
- Occupy History. Decolonisation of Memory. The East German Revolution and the West German Takeover. Buchhandlung Walter König, Köln [2019], ISBN 978-83-66232-66-2.
- Occupy History. Gespräche im Palast der Republik 13 Jahre nach seinem Verschwinden. Vier Gespräche und ein Essay. (Gespräche mit Gabi Dolff-Bonekämper, Bénédicte Savoy, Bernhard Schlink und Gabriele Stötzer). Verlag der Buchhandlung Walter König, Köln 2019, ISBN 978-3-96098-721-5.
- Empowerment Ost. Wie wir zusammen wachsen. Tropen Verlag, Stuttgart 2020, ISBN 978-3-608-50470-5.
- CHANGES. Berliner Festspiele 2012–2021 (Hrsg., Theater der Zeit, 2021), ISBN 978-3-95749-398-9.

## Auszeichnungen
- 1993: Preis der Frankfurter Autorenstiftung für Steinwald’s[1]
- 2000: Deutscher Jugendtheaterpreis für Nachtschwärmer[29]
- 2011: Stadtsiegel der Landeshauptstadt Salzburg in Gold[36]
- 2011: Goldenes Ehrenzeichen des Landes Salzburg[37]